# ニュージーランド副首相
ニュージーランド副首相 (Deputy Prime Minister of New Zealand) は、ニュージーランドの副首相。

## 一覧
|     | 氏名                     | 就任           | 退任           | 政党                           | 首相                     |
| --- | ------------------------ | -------------- | -------------- | ------------------------------ | ------------------------ |
| 1   | キース・ホリオーク       | 1949年12月13日 | 1957年9月20日  | 国民党                         | シドニー・ホーランド     |
| 2   | ジャック・マーシャル     | 1957年9月20日  | 1957年12月12日 | 国民党                         | キース・ホリオーク       |
| 3   | クラレンス・スキナー     | 1957年12月12日 | 1960年12月12日 | 労働党                         | ウォルター・ナッシュ     |
| (2) | ジャック・マーシャル     | 1960年12月12日 | 1972年2月9日   | 国民党                         | キース・ホリオーク       |
| 4   | ロバート・マルドゥーン   | 1972年2月9日   | 1972年12月8日  | 国民党                         | ジャック・マーシャル     |
| 5   | ヒュー・ワット           | 1972年12月8日  | 1974年9月10日  | 労働党                         | ノーマン・カーク         |
| 6   | ボブ・ティザード         | 1974年9月10日  | 1975年12月12日 | 労働党                         | ビル・ローリング         |
| 7   | ブライアン・トルボイズ   | 1975年12月12日 | 1981年3月4日   | 国民党                         | ロバート・マルドゥーン   |
| 8   | ダンカン・マッキンタイア | 1981年3月4日   | 1984年3月15日  | 国民党                         | ロバート・マルドゥーン   |
| 9   | ジム・マクレイ           | 1984年3月15日  | 1984年7月26日  | 国民党                         | ロバート・マルドゥーン   |
| 10  | ジェフリー・パーマー     | 1984年7月26日  | 1989年8月8日   | 労働党                         | デビッド・ロンギ         |
| 11  | ヘレン・クラーク         | 1989年8月8日   | 1990年11月2日  | 労働党                         | ジェフリー・パーマー     |
| 11  | ヘレン・クラーク         | 1989年8月8日   | 1990年11月2日  | 労働党                         | マイク・ムーア           |
| 12  | ドン・マキノン           | 1990年11月2日  | 1996年12月16日 | 国民党                         | ジム・ボルジャー         |
| 13  | ウィンストン・ピーターズ | 1996年12月16日 | 1998年8月14日  | ニュージーランド・ファースト党 | ジム・ボルジャー         |
| 13  | ウィンストン・ピーターズ | 1996年12月16日 | 1998年8月14日  | ニュージーランド・ファースト党 | ジェニー・シップリー     |
| 14  | ワイアット・クリーチ     | 1998年8月14日  | 1999年12月5日  | 国民党                         | ジェニー・シプリー       |
| 15  | ジム・アンダートン       | 1999年12月5日  | 2002年8月15日  | 同盟党                         | ヘレン・クラーク         |
| 16  | マイケル・カレン         | 2002年8月15日  | 2008年11月19日 | 労働党                         | ヘレン・クラーク         |
| 17  | ビル・イングリッシュ     | 2008年11月19日 | 2016年12月12日 | 国民党                         | ジョン・キー             |
| 18  | ポーラ・ベネット         | 2016年12月12日 | 2017年10月26日 | 国民党                         | ビル・イングリッシュ     |
| 19  | ウインストン・ピータース | 2017年10月26日 | 2020年11月6日  | ニュージーランド・ファースト党 | ジャシンダ・アーダーン   |
| 20  | グラント・ロバートソン   | 2020年11月6日  | 2023年1月25日  | 労働党                         | ジャシンダ・アーダーン   |
| 21  | カーメル・セプロニ       | 2023年1月25日  | 2023年11月27日 | 労働党                         | クリス・ヒプキンス       |
| 22  | ウィンストン・ピーターズ | 2023年11月27日 | 現職           | ニュージーランド・ファースト党 | クリストファー・ラクソン |